# Рахімо (футбольний клуб)
Футбольний клуб «Рахімо» (фр. Rahim Ouédraogo Football Club) — буркінійський професійний футбольний клуб, який базується в місті Бобо-Діуласо. Клуб заснований у 2012 році колишнім гравцем збірної Буркіна-Фасо Рахімом Уедраого. «Рахімо» грає домашні матчі на стадіоні «Стад Вобі» місткістю 10 тисяч глядачів. Клуб грає в Прем'єр-лізі Буркіна-Фасо, найвищому футбольному дивізіоні країни, та в сезоні 2018—2019 років став чемпіоном країни, в цьому ж сезоні клуб здобув титул володаря Кубка Буркіна-Фасо.

## Титули і досягнення
- Чемпіон Буркіна-Фасо (2): 2019/2020, 2024/2025
- Володар Кубка Буркіна-Фасо (1): 2019/2020
- Володар Суперкубка Буркіна-Фасо (1): 2020